# Somali-Katze
Die Somalikatze (häufig verwendete Kurzform: Somali) ist eine Katzenrasse mit halblangem Fell. Sie ist eine Variante der Abessinierkatze, aus der sie wahrscheinlich durch Mutation oder Einkreuzung anderer Rassen hervorging. Über Abessinierkatzen mit halblangem Fell wurde bereits seit der Frühzeit der Abessinierkatzenzucht berichtet. Seit den 1950er Jahren traten diese gehäuft, vor allem im englischsprachigen Zuchtraum, auf und wurden gezielt weitergezüchtet. 1979 wurden Abessinierkatzen mit halblangem Fell erstmals offiziell von der Cat Fanciers’ Association als eigenständige Rasse Somalikatze anerkannt. Weitere weltweite agierende Verbände wie die Fédération Internationale Féline folgten kurz danach. 

## Herkunft und Geschichte
Ab dem zweiten Drittel des 20. Jahrhunderts tauchten in der Abessinierkatzenzucht immer wieder halblanghaarige Kätzchen auf. Diese wurden aufgrund ihrer Felllänge als rasseuntypisch und als Liebhabertiere angesehen und nicht für die Weiterzucht verwendet. Ab 1967 wurden Abessinierkatzen mit halblangem Fell allerdings gezielt gezüchtet, da man bei dieser Variante der Abessinierkatze nun Potential für eine neue, ihnen verwandte und trotzdem eigenständige neue Katzenrasse sah. Das Hauptgebiet dieser Zuchtaktivitäten waren die USA. Um eine Abgrenzung zu den Abessinierkatzen vorzunehmen, nannte man die Katzen Somalikatzen, nach dem ostafrikanischen Land Somalia, dem Nachbarland von Äthiopien (früher Abessinien).
1972 fiel der erste reine Somaliwurf in einer amerikanischen Somalikatzenzucht. 1974 erhielt die Rasse in ersten amerikanischen Zuchtvereinen die Anerkennung. 1979 wurde die Rasse Somalikatzen offiziell in den USA anerkannt, 1982 folgte der größte europäische Dachverband bei der Anerkennung der Somalikatze.

## Rassestandards und Züchtung
1972 wurde in den USA der Somali Cat Club of America (SCCA) gegründet, der weltweit erste Verein, der sich der Zucht der Somalikatze widmete. Am 1. Mai 1979 verlieh der größte amerikanische Katzenverband, die CFA, der Rasse den Championatstatus für die Farben ruddy (Wildfarben) und sorrel („rot“). Dies bedeutete eine offizielle Anerkennung der neuen Katzenrasse und der Definition eines eigenen Rassestandards. 1979 wurde die Somali Cat Society als Dachverband für Somalizuchtvereine gegründet.
Die Zucht der Somalikatze ist bei allen Rassekatzenzuchtvereinen gemäß dem Rassestandard des jeweiligen Dachverband anerkannt. Bei den großen nationalen und internationalen Dachverbänden der Rassekatzenzuchtverbände gibt es leicht unterschiedliche Versionen des Rassestandards. Für Europa ist hier vor allem die Fédération Internationale Féline als größte Dachorganisation zu nennen. In den USA zählen die Cat Fanciers' Association und The International Cat Association zu den größeren Dachverbänden.
In der Zucht der Somalikatzen ist der einzige erlaubte Kreuzungspartner die Abessinierkatze. Die daraus entstehenden Katzen sind so genannte „Abessinier-Variant“, heterozygote Abessinier-Katzen mit dem rezessiv vorhandenen Gen für Langhaarigkeit. Abessinier-Variant-Kätzchen werden derzeit von den meisten Somali-Katzenzüchtern nur für die Zucht von Somali-Katzen eingesetzt, da in der Abessinierkatzenzucht keine Erbanlagen für Langhaarigkeit erwünscht sind.
| Rassestandard Somalikatzen am Beispiel der Fédération Internationale Féline (Category III - shorthair & somali) | Rassestandard Somalikatzen am Beispiel der Fédération Internationale Féline (Category III - shorthair & somali) | Rassestandard Somalikatzen am Beispiel der Fédération Internationale Féline (Category III - shorthair & somali) |
| Körperteil | Merkmal | Beschreibung |
| --- | --- | --- |
| Kopf | Form | Keilförmig mit ausgewogenen Proportionen, oben weit, mit sanft und anmutig geformten Konturen |
| Kopf | Nase | Nase von mittlerer Länge, im Profil ist der Nasenrücken sanft geschwungen ohne Stop oder geradem Nasenrücken |
| Kopf | Kinn | Fest und gut entwickelt, rundlich |
| Kopf | Schnauze | Nicht deutlich zugespitzt. Eine flache Einbuchtung, welche die Schnauze formt, ist erwünscht. Ein Pinch zählt als Fehler. |
| Ohren | Form | Relativ groß und breit am Ansatz, an den Spitzen leicht abgerundet. Eine Zeichnung („Wildmarke“) ist ebenso erwünscht wie Haarbüschel an den Ohrspitzen                                                                                            |
| Ohren | Lage | Deutlich auseinander stehend, aufmerksam aufgerichtet |
| Augen | Form | Groß, mandelförmig und deutlich auseinander stehend |
| Augen | Farbe | Glänzend und ausdrucksvoll, bernsteinfarben, grün oder gelb, von reiner, kräftiger Farbe. Umrandet mit der gleichen Grundfarbe des Tickings. |
| Hals | Form | Anmutig |
| Schwanz | Form | Ziemlich lang und spitz auslaufend, breit am Ansatz. Der Schwanz sollte gut behaart sein. |
| Körper | Körperbau | Von mittlere Länge und Kompaktheit, kräftig, geschmeidig und muskulös. Insgesamt athletischer Körperbau. |
| Fell | Struktur | Extrem fein und sehr dicht, je dichter umso besser. Fellstruktur sehr weich beim Anfassen, mittellang, mit Ausnahme des Schulterbereichs, wo das Fell etwas kürzer sein darf. Bevorzugt werden Katzen mit gut entwickelter Halskrause und Höschen. |
| Fell | Farbe | Die Entwicklung des tickings dauert lange. Die endgültige Ausfärbung des Fells ist erst mit zwei Jahren abgeschlossen was bei Kätzchen und jüngeren erwachsenen Tieren berücksichtigt werden sollte.                                               |
| Abzeichen | | Weiße Abzeichen werden am Kinn und direkt an der Nase toleriert. |

## Ursache der veränderten Felllänge
Der Grund für die Modifikation der Felllänge im Vergleich zu den Abessinierkatzen ist nicht restlos geklärt. In Frage kommen primär zwei mögliche Ursachen: Verstärkte Einkreuzung von Fremdrassen mit entsprechender genetischer Veranlagung („Langhaargen“) oder eine Mutation des Gens für die Felllänge bei den Abessinierkatzen. Die Möglichkeit der Einkreuzung von anderen Katzenrassen bei frühen Abessinierzuchten in den USA und in England ist durchaus möglich. Dies wäre eine relativ einfache Erklärung für das plötzlich auftretende Phänomen der Halblanghaarigkeit einzelner Katzen in ansonsten abessinierkatzentypischen Würfen. 1976 führte der Somali Cat Club of America Untersuchungen aller, bisher vorhandener Somalikatzen-Stammbäumen durch. Diese Studie ergab, dass sämtliche Stammbäume auf einen Abessinier-Zuchtkater zurückgeführt werden konnten, der 1952 in England geboren und an einen Zuchtzwinger nach Nordamerika verkauft wurde. Dieser trug offensichtlich eine Veranlagung für Langhaarigkeit in seinem Genom und gab diese weiter.
Ebenfalls nicht ausgeschlossen wird, dass erste genetische Veranlagungen für Langhaarigkeit bereits zu Beginn des 20. Jahrhunderts und später noch einmal nach dem Zweiten Weltkrieg eingekreuzt wurden. In der Frühzeit der Abessinierzucht kam es in England immer wieder zu Einkreuzungen mit einer anderen Katzenrasse, der Bunny Cat. Diese weisen teilweise auch das Gen für Langhaarigkeit auf, so dass dieses rezessive Merkmal bereits in einer sehr frühen Phase der Abessinierzucht in den Genotyp eingebaut worden sein konnte. Im Zweiten Weltkrieg wiederum wurde der Abessinierbestand in England infolge der Bombenangriffe stark dezimiert und die Zucht kam teilweise zum Erliegen. Bei der Aufnahme der Abessinierkatzenzucht nach dem Zweiten Weltkrieg kam es auch in dieser Phase zu Einkreuzungen anderer Rassen um die Rasse der Abessinierkatzen den Fortbestand zu sichern.
Diskutiert wird auch die Möglichkeit einer spontan aufgetretenen Mutation des Gens für Kurzhaarigkeit. Möglicherweise ist davon das für die Kurzhaarigkeit verantwortliche L+ Allel betroffen, welches in das Langhaargen, l- Allel, mutierte.
Nach einer Theorie des Genetikers Don Shaw, die dieser 1974 aufstellte, weisen Somalikatzen nicht den für die Ausprägung von Langhaarigkeit (= rezessives Merkmal) notwendigen homozygoten Genotyp auf.

## Charakter, Farben und Krankheiten
Da es aufgrund der engen Verwandtschaft zu der Rasse der Abessinierkatze keine Unterschiede gibt, sind diese Kapitel dort abgehandelt.

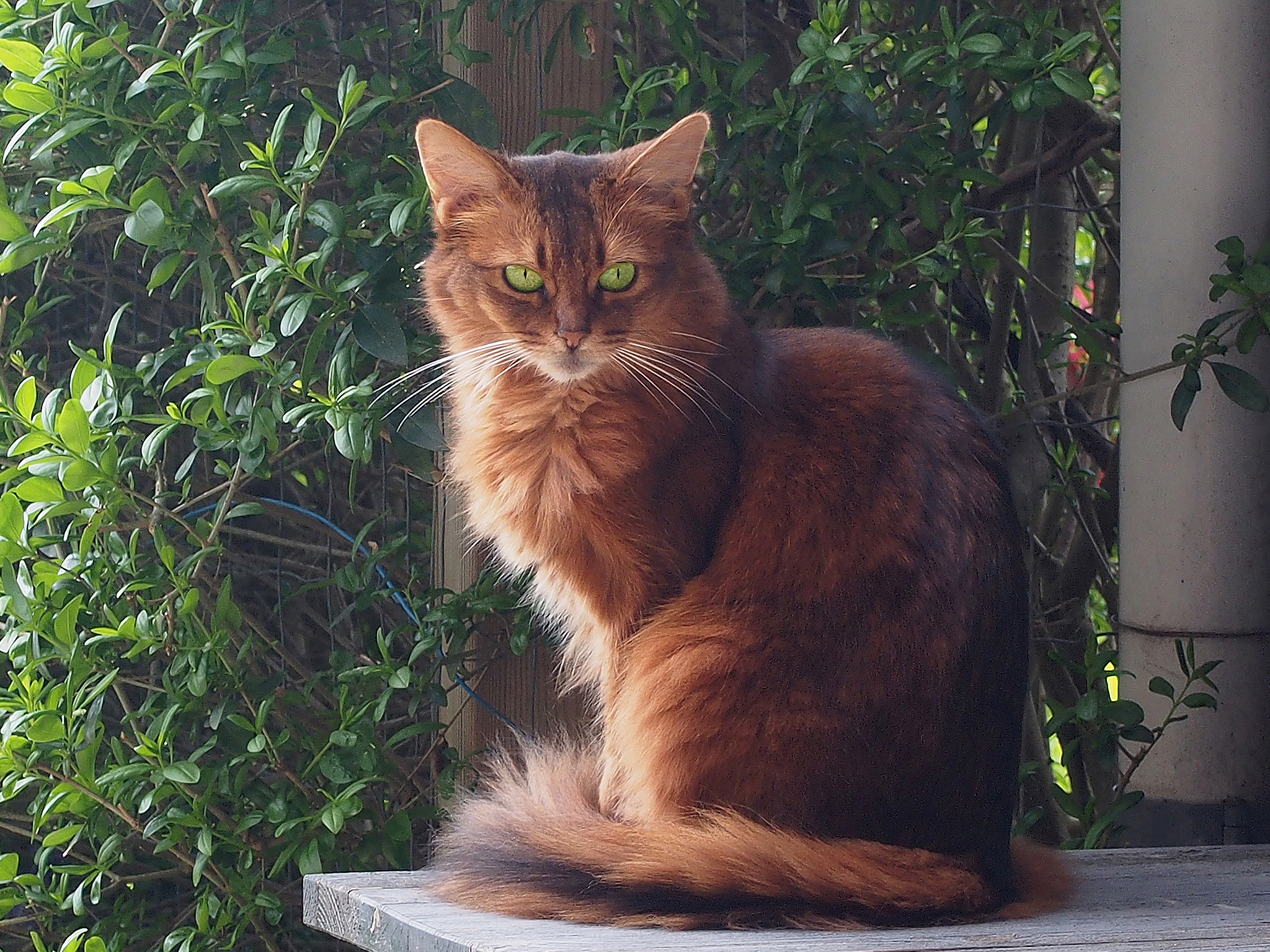
Wildfarbene Somali-Kätzin
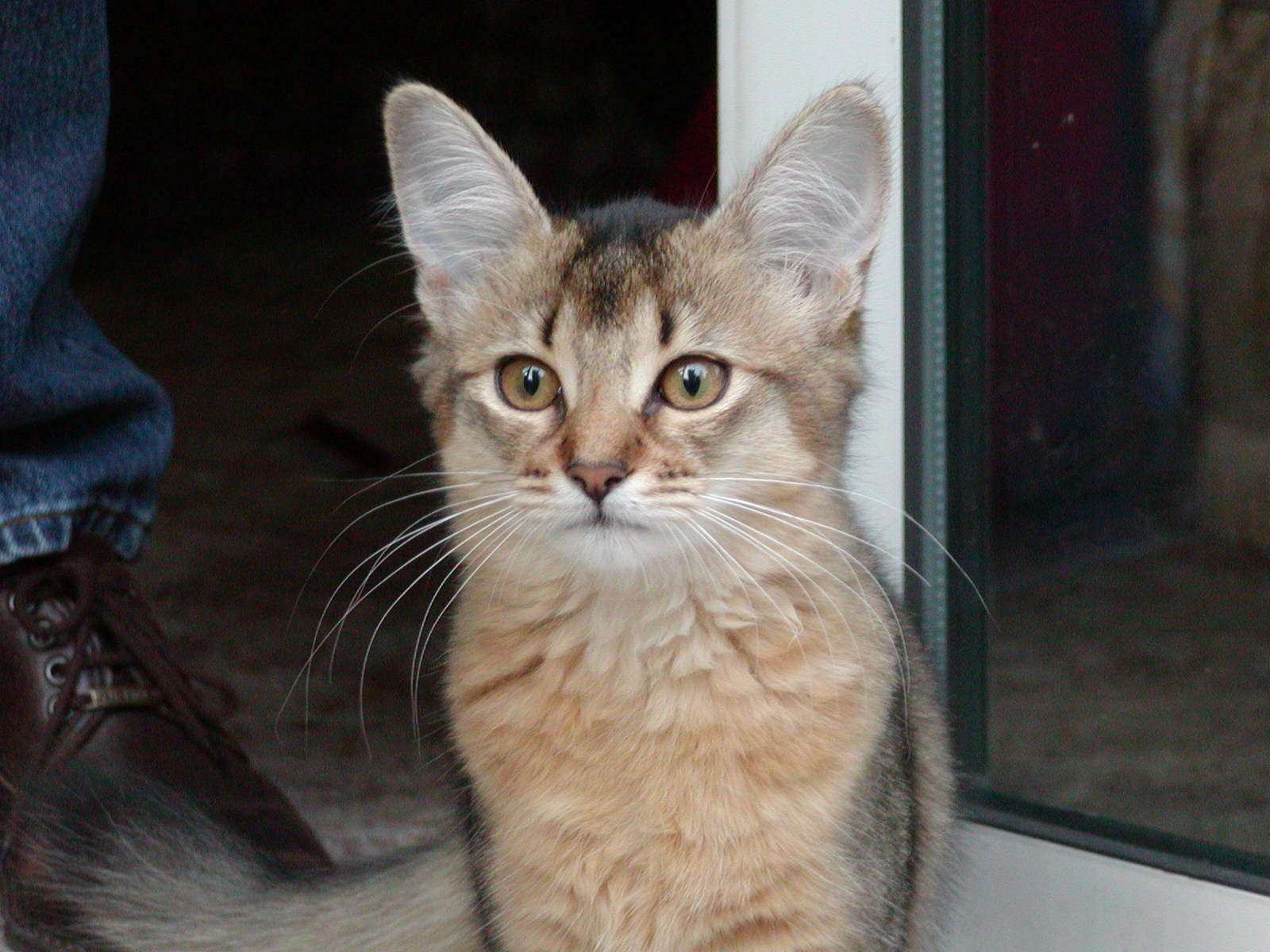
Jungkatze (4 Monate alt)
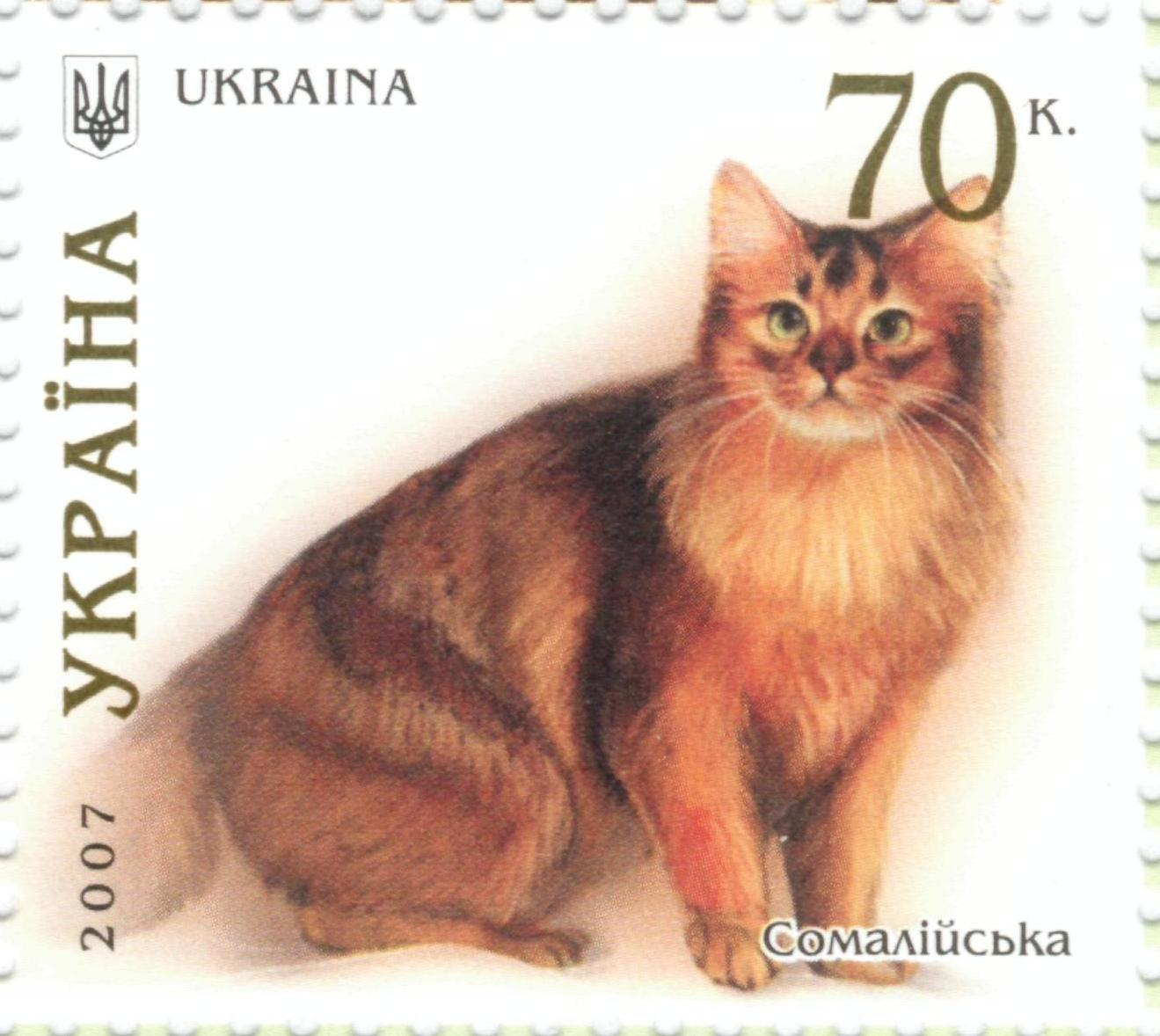
Somali-Katze auf einer ukrainischen Briefmarke